# Occidentophosis damarina
Occidentophosis damarina là một loài bọ cánh cứng trong họ Tenebrionidae. Loài này được Peringuey miêu tả khoa học đầu tiên năm 1908.